# José Mari Bakero
José María Bakero Escudero (ur. 11 lutego 1963 w Goizueta) – hiszpański piłkarz, trener piłkarski i działacz. W czasie kariery piłkarskiej występował na pozycji ofensywnego pomocnika. Obecnie szef skautingu w klubie FC Barcelona. Od listopada 2009 do 12 września 2010 był trenerem Polonii Warszawa. Następnie od listopada 2010 do 25 lutego 2012 był trenerem Lecha Poznań.

## Kariera piłkarska
Piłkarską karierę rozpoczął w 1980 w klubie Real Sociedad. Po ośmiu latach za sprawą Johana Cruijffa przeniósł się z Kraju Basków do FC Barcelona w Katalonii. W tym klubie w latach 1988–1997 zagrał w 260 ligowych meczach, strzelając 72 bramki. Zagrał w finale Ligi Mistrzów w 1992, gdzie Barcelona wygrała po dogrywce 1:0 z włoskim klubem UC Sampdoria.
W reprezentacji Hiszpanii rozegrał 30 spotkań i strzelił 7 bramek. Debiutował 14 października 1987 w Sewilli w meczu wygranym z Austrią 2:0.

### Veracruz
W listopadzie 1996 33-letni Bakero został oficjalnie zaprezentowany jako zawodnik meksykańskiego CD Veracruz. W tamtym okresie wśród meksykańskich klubów panowała swoista moda na zatrudnianie doświadczonych piłkarzy z Europy, głównie za sprawą świetnych występów Emilio Butragueño w Atlético Celaya. Oprócz Bakero i Butragueño w lidze meksykańskiej występowali wówczas m.in. Míchel, Miguel Pardeza, Martín Vázquez, Carlos Muñoz, Bernd Schuster czy Ilie Dumitrescu. Veracruz zapłacił Barcelonie za transfer Bakero sumę 800 tysięcy dolarów, a sam zawodnik podpisał trzyletnią umowę z roczną pensją w wysokości niecałego miliona dolarów. W tamtym oknie transferowym Veracruz oprócz Bakero ściągnął również za duże pieniądze trzech czołowych graczy reprezentacji Kolumbii – Leonela Álvareza, Ivána Valenciano oraz Alexisa Mendozę. Było to możliwe dzięki dofinansowaniu przez przedsiębiorstwo TV Azteca przed sezonem.
Pobyt Bakero w Veracruz został określony przez meksykańską prasę jako zdecydowanie niespełniający oczekiwań. Krytykowano bezbarwne występy i małą produktywność Hiszpana, który pomimo przebłysków prezentował dużo słabszą formę, niż w Barcelonie. Drużyna Veracruz pomimo wysokiej jakości graczy zanotowała rozczarowujący sezon, zajmując ostatnie miejsce w tabeli. Po zakończeniu rozgrywek w klubie miała miejsce zmiana właściciela, a Bakero nie znalazł się w planach na kolejny sezon i w czerwcu 1997 jednostronnie rozwiązano z nim umowę.
W wyniku licznych zaległości płacowych oraz niejasnej sytuacji kontraktowej (jego karta zawodnicza została wytransferowana do Monarcas Morelia, innego zespołu sponsorowanego przez TV Azteca, którego trener Eduardo Solari nie widział dla Bakero miejsca w drużynie) Hiszpan pozwał zarząd Veracruz. W sierpniu 1997 FIFA nakazała klubowi wypłacenie Bakero miliona dolarów odszkodowania, na które składały się: zaległa pensja za maj i czerwiec, kwota tytułem praw do wizerunku oraz odszkodowanie za przedwczesne zerwanie umowy. Władze ligi zagroziły Veracruz wykluczeniem z rozgrywek w przypadku niewykonania zobowiązania. Postępowanie toczyło się jeszcze przez kolejne miesiące.
Sam Bakero po latach wspominał swój pobyt w Meksyku następująco:

Przenosiny do Meksyku nie były dla mnie wyprawą w nieznane. Grali tam Schuster, Míchel czy Butragueño. Podobał mi się projekt, który przedstawiono mi w Veracruz. Wspominam to jako niesamowite doświadczenie – miasto, ludzie, sympatia, z którą się spotkałem... Kilka miesięcy wcześniej urodził mi się syn, całą moją rodzinę traktowano w Veracruz z troską, której nigdy nie zapomnę.
Cierpiałem tam głównie z powodu jednej rzeczy. Słyszałem wcześniej, jak trudna jest gra na dużych wysokościach, ale zrozumiałem, co to znaczy dopiero po przyjeździe do Meksyku. To było potworne, bardzo męczyłem się przez to fizycznie.

Bezpośrednio po odejściu z Meksyku Bakero zakończył karierę piłkarską.

## Kariera trenerska

### Puebla
W kwietniu 1999 Bakero został trenerem meksykańskiego klubu Puebla FC, walczącego o uniknięcie relegacji. Za jego zatrudnieniem stał agent piłkarski José García, który wcześniej współpracował już z Hiszpanem przy okazji jego transferu do CD Veracruz. Ze względu na brak licencji trenerskiej Bakero został oficjalnie zarejestrowany przez Pueblę jako asystent, podczas gdy w roli trenera do protokołu meczowego był wpisywany Brazylijczyk Manoel Miluir. Poprowadził drużynę w pięciu ostatnich meczach sezonu i spadł z nią do drugiej ligi, a meksykańskie media zwracały uwagę na bardzo słaby styl gry. Ostatecznie klub pozostał jednak w pierwszej lidze, gdyż wykupił licencję beniaminka Unión de Curtidores.
Do nowych rozgrywek Bakero przystąpił już formalnie jako pierwszy trener Puebli. Jego podopieczni wygrali pierwszy mecz sezonu, lecz następnie nie zdołali zwyciężyć w siedmiu kolejkach z rzędu, wobec czego kibice głośno domagali się zwolnienia szkoleniowca. Również piłkarze skarżyli się właścicielowi klubu Francisco Bernatowi na złe traktowanie przez Bakero. Ostatecznie Hiszpan został zwolniony we wrześniu 1999. Pomimo bardzo kiepskich rezultatów Bakero był jednym z najlepiej opłacanych trenerów ligi meksykańskiej; media donosiły, że za niecałe pół roku pracy w Puebli otrzymał półtora miliona dolarów wynagrodzenia oraz odszkodowanie za rozwiązanie kontraktu. Na stanowisku trenera Puebli zastąpił go Mario Carrillo, dotychczasowy asystent Manuela Lapuente w reprezentacji Meksyku, który od razu znacznie poprawił wyniki drużyny.

### Hiszpania
W 2005 roku pracował w drugim zespole Málaga CF. Z końcem sezonu rozstał się z zespołem, udało mu się jednak utrzymać drużynę w lidze. Kierowany przez niego zespół w 42 kolejkach zdobył w 48 punktów - o 4 punkty więcej od ostatniej w tabeli Terrassa FC, co zapewniło drużynie rezerw Malagi 17. miejsce w rozgrywkach Segunda División tego sezonu. Prowadzony przez Jose Maria Bakero zespół, zdobył jednak najmniej bramek ze wszystkich drużyn uczestniczących w rozgrywkach. W sierpniu został dyrektorem sportowym Realu Sociedad, jednak jeszcze w trakcie tego samego sezonu został trenerem pierwszego zespołu i poprowadził go w 17 spotkaniach, ponosząc 9 porażek oraz trzy zwycięstwa. Real Sociedad utrzymał się w Primera División, jednakże klub zdobył jedynie punkt więcej od drużyny która spadła wówczas z ligi. Z uwagi na słabe wyniki, został wobec tego zwolniony przez klub. W październiku 2007 wraz z Ronaldem Koemanem trafił do Valencii CF, gdzie został asystentem Holendra, po czym został zwolniony z uwagi na słabe wyniki zespołu.

### Polska
Od listopada 2009 do 12 września 2010 był trenerem Polonii Warszawa, którą utrzymał w Ekstraklasie. Został odwołany ze stanowiska pierwszego trenera po pięciu kolejkach ekstraklasy sezonu 2010/2011, w których zdobył 10 punktów.
Od 3 listopada 2010 pełnił funkcję trenera Lecha Poznań. W swoim debiucie na ławce trenerskiej poprowadził zespół z Poznania do zwycięstwa 3:1 nad Manchesterem City w rozgrywkach Ligi Europy. Lech Poznań był pierwszym klubem w jego karierze trenerskiej, w którym utrzymywał swoją pozycję przez okres dłuższy niż jeden rok. 25 lutego 2012 roku, po porażce Lecha z Ruchem Chorzów (0:3), został odwołany z funkcji pierwszego trenera drużyny.

### Juan Aurich
21 grudnia 2012 został szkoleniowcem peruwiańskiego klubu Juan Aurich. Został zwolniony 7 września 2013 po serii siedmiu spotkań bez zwycięstwa z rzędu i szybkim odpadnięciu z rozgrywek Copa Sudamericana.

## Kariera działacza

### Deportivo La Guaira
W lipcu 2015 roku został zatrudniony na stanowisku dyrektora sportowego w wenezuelskim klubie Deportivo La Guaira w którym pracował do sezonu 2016/17.

### Powrót do Barcelony
10 lipca 2017 wrócił do FC Barcelony, gdzie zaczął pełnić 3 funkcje z drużynami młodzieżowymi, jakimi były: dyrektor w drużynie U18, U19 i w akademii piłkarskiej. Przestał pełnić wszystkie z tych funkcji 30 czerwca 2021.
1 lipca 2021 awansował na szefa skautingu i szefa skautingu młodzieżowego.

## Statystyki
| Klub             | Kraj      | Od                | Do               | Ogółem | Ogółem | Ogółem | Ogółem | Ogółem |
| Klub             | Kraj      | Od                | Do               | M      | Z      | R      | P      | W%     |
| ---------------- | --------- | ----------------- | ---------------- | ------ | ------ | ------ | ------ | ------ |
| Puebla FC        | Meksyk    | 7 kwietnia 1999   | 30 września 1999 | 13     | 2      | 5      | 6      | 15,38  |
| Real Sociedad    | Hiszpania | 1 września 2005   | 23 marca 2006    | 17     | 3      | 5      | 9      | 17,65  |
| Polonia Warszawa | Polska    | 15 listopada 2009 | 13 września 2010 | 22     | 9      | 6      | 7      | 40,91  |
| Lech Poznań      | Polska    | 3 listopada 2010  | 25 lutego 2012   | 51     | 25     | 11     | 15     | 49,02  |
| Club Juan Aurich | Peru      | 21 grudnia 2012   | 7 września 2013  | 33     | 8      | 9      | 16     | 24,24  |